# Anthorn
Anthorn je bilo prvo slovensko jamarsko društvo. 
Društvo Anthorn (votlina) je bilo ustanovljeno leta 1889 v Postojni po zgledu 1879 ustanovljenega dunajskega društva Verein für Höhlenkunde. Njegova ustanovitev je bila povezana z ureditvijo Postojnske jame, namen pa raziskovanje Krasa. Med najpomembnejšimi uspehi društva so odkritje in raziskava Lepih jam (1890) ter spust po podzemni Pivki od Postojnske jame skozi Otoško jamo do Magdalene jame (1893). Raziskali so še nekaj drugih jam v okolici Postojne, konec 19. stol. je začela dejavnost društva upadati, 1911 pa je bilo črtano iz registra.